# Дорогу утятам!
«Доро́гу утя́там!» (англ. Make Way for Ducklings) — книжка с картинками американского писателя Роберта Макклоски, опубликованная в 1941 году. Сказочная повесть о семействе уток, обосновавшемся в городе Бостон. Книга стала второй в творчестве автора и принесла ему Медаль Калдекотта за 1942 год.
Книга переведена на многие языки. На русском языке впервые вышла в 2013 году в издательстве «Розовый жираф».

## Сюжет

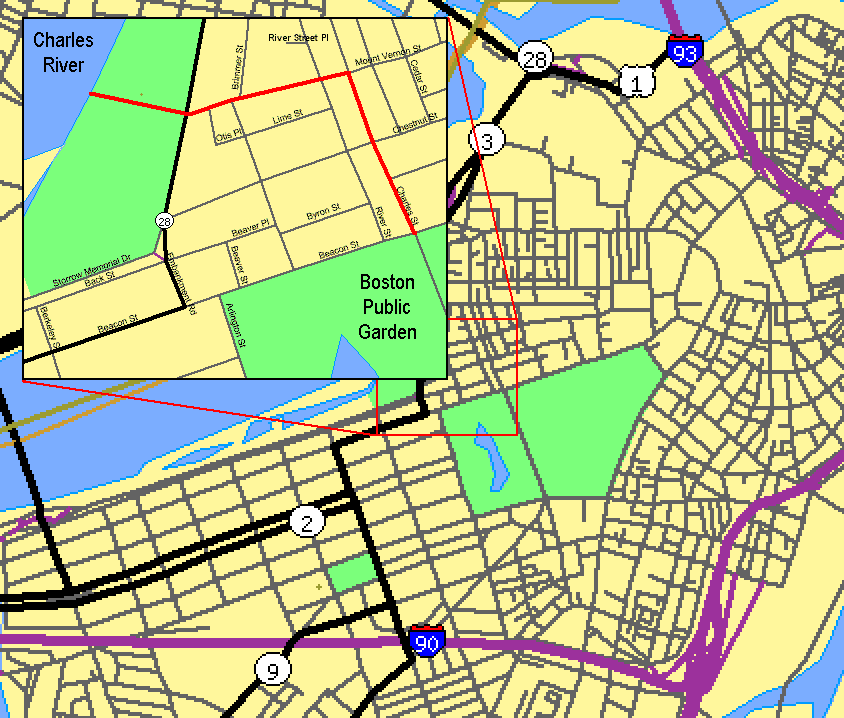
Маршрут уток по городу

История об утках — мистере и миссис Маллард (в переводе с английского, Кряквы) — и их утятах. Супруги Маллард прилетают в Бостон в поисках места, где можно обосноваться. Они останавливаются в центральном парке города, однако из-за того, что мистера Малларда чуть не сбил велосипедист, решают перебраться в более спокойное место. В итоге они вьют гнездо на островке в реке Чарльз, где у них рождается восемь утят. Утки также знакомятся с полицейским Майклом, который подкармливает их.
Однажды мистер Маллард улетает осмотреть окрестности и договаривается встретиться с женой и детьми в центральном парке. Миссис Маллард и восемь утят идут к парку, однако не могут перейти дорогу из-за потока машин. Майкл останавливает движение, а также просит знакомых полицейских сделать это и в других местах, где утки переходят дорогу. Они благополучно добираются до парка, где всё семейство и остаётся жить.

## В культуре
- С 1978 года в Бостоне проходит костюмированный Парад Утят, в котором участвуют как взрослые, так и дети[2].
- Книга имела такой успех, что власти Бостона решили установить в центральном парке памятник главной героине книги — маме-утке Миссис Маллард и её восьми утятам. Памятник был выполнен по эскизам поклонницы Макклоски Нэнси Шен. Копия этой скульптуры в 1991 году была подарена Барбарой Буш Раисе Горбачёвой, бывшей в Бостоне с деловым визитом. В том же году скульптуру установили в сквере возле Новодевичьего монастыря в Москве, но на следующую ночь одного из утят украли. В начале 2000 года пропали ещё три фигуры. 18 сентября 2000 года композиция была восстановлена. На открытие приехали Михаил Горбачёв с дочерью Ириной, чрезвычайный посол США в России Джеймс Коллинз, тогдашний министр культуры Михаил Швыдкой, председатель Комитета по культуре Правительства Москвы Игорь Бугаев и другие.[3]
- В 2002 году, во время визита Лоры Буш в Москву, она посетила Российскую государственную детскую библиотеку и прочитала находящимся там детям «Дайте дорогу утятам».[4]